# Jardín Botánico de la Charme
El Jardín Botánico de la Charme (en francés: Jardin botanique de la Charme, también Jardin botanique de Clermont-Ferrand) es un jardín botánico de 18.000 m² de extensión en Clermont-Ferrand, departamento de Puy-de-Dôme, Auvergne, Francia. 
El código de identificación del Jardin botanique de Clermont-Ferrand como  miembro del "Botanic Gardens Conservation Internacional" (BGCI), así como las siglas de su herbario es CLER.
Está abierto en los meses cálidos del año todos los días de la semana. La entrada es gratuita. 

## Historia

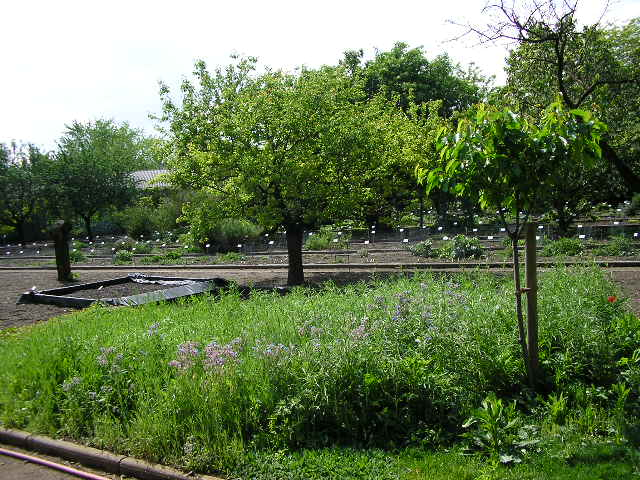
Plantas anuales de germinación otoñal.

El jardín botánico conoció numerosos emplazamientos a través de su historia. 
El primer jardín botánico de la ciudad se inauguró el 9 de agosto de 1781.
A lo largo del siglo XIX se encontraba en el actual "Jardín Lecoq", que actualmente es un parque en el centro de la ciudad. 
Desde 1974, se establece en periferia de la ciudad, en la "rue de la Charme" (calle del Encanto).  

## Colecciones
El jardín botánico contiene una colección sistemática donde las plantas se agrupan por familias y se etiquetan según la nomenclatura binomial en latín.
También alberga :
- "Fructicetum" colección de árboles frutales : manzanos, perales, ciruelos.
- Jardín temático: las plantas se agrupan según sus usos. entre estos temas: las plantas tóxicas, plantas aromáticas, plantas medicinales, plantas forrajeras, plantas de uso industrial, así como una parcela de cereales con plantas de germinación otoñal y un arrozal con unas 500 plantas.
- Jardín ecológico dónde se asocian algunas plantas como en su medio natural (por ejemplo una turbera)
- Jardín de sombra, con helechos, estanque y plantas de humedales.
- Jardín de pruebas para coníferas.
- Invernadero.

El conjunto del jardín contiene más de 2600 especies plantas, y la "grainèterie" una colección de granos donde se conservan las semillas recogidas en el jardín durante el año, así como semillas intercambiadas con otros jardines botánicos en el mundo, con más de 2000 muestras de semillas.